# 江城县 (越南)
江城县（越南语：／）是越南坚江省下辖的一个县。

## 地理
江城县北和西北接柬埔寨，在新庆和社有关口通往柬埔寨贡布省；西接河仙市；东接魂坦縣和安江省知宗县，南接坚良县。

## 历史
法属时期，江城为河仙省下属的一个郡。1956年，越南共和国（南越）政府将河仙省与沥架省合并为坚江省，江城郡并入河仙郡，随河仙郡划归坚江省管辖。
1961年5月31日，南越政府以坚城郡和河仙郡5社析置坚良郡。
1957年，越南南方民族解放阵线（之后的越南南方共和国）及越南民主共和国也决定将河仙省并入沥架省，江城郡并入河仙县。
1965年，越南南方民族解放阵线政权将河仙县划归安江省管理。1967年，河仙县又划回沥架省管辖。
1971年，越南劳动党南方局将沥架省管辖的原河仙省区域和安江省管辖的原朱笃省区域合并为朱河省，河仙县划归朱河省管辖。
1974年5月，朱河省和安江省合并为龙朱河省，河仙县随之划归龙朱河省管辖。
1976年2月，越南南方共和国撤销龙朱河省，将原河仙省区域并入坚江省，河仙县随之划归坚江省管辖。
1998年7月8日，顺安社部分区域划归富美社管辖；河仙县以河仙市镇、顺安社、美德社、仙海社1市镇3社析置河仙市社，河仙县仍辖1市镇6社。
1999年4月21日，河仙县更名为坚良县。
2009年6月29日，坚良县富美社部分区域划归河仙市社东湖坊管辖；坚良县以富美社、富利社、新庆和社、永调社、永富社5社析置江城县。

## 行政区划
江城县下辖5社，县莅新庆和社。
- 富利社（Xã Phú Lợi）
- 富美社（Xã Phú Mỹ）
- 新庆和社（Xã Tân Khánh Hòa）
- 永调社（Xã Vĩnh Điều）
- 永富社（Xã Vĩnh Phú）